# Francesco Giuseppe di Hohenzollern-Emden
Francesco Giuseppe di Hohenzollern-Emden, in tedesco Franz Joseph Maria Ludwig Anton Thassilo von Hohenzollern-Emden (Heiligendamm, 30 agosto 1891 – Tubinga, 3 aprile 1964), fu principe e capo della casata di Hohenzollern-Sigmaringen e iniziatore del ramo degli Hohenzollern-Emden.

## Biografia
Francesco Giuseppe era il figlio secondogenito del principe Guglielmo di Hohenzollern-Sigmaringen (1864-1927) e di sua moglie, la principessa Maria Teresa di Borbone-Due Sicilie ed era fratello gemello del principe Federico Vittorio di Hohenzollern-Sigmaringen. Sua sorella Augusta Vittoria sposerà l'ex re Manuele II del Portogallo.

### Il servizio militare
Durante la prima guerra mondiale, Francesco Giuseppe prestò servizio nella Kaiserliche Marine come ufficiale sull'incrociatore leggero SMS Emden con il quale prese parte alla Battaglia di Cocos. La SMS Emden fu una delle navi che durante la grande guerra catturarono più navi inglesi e come tale tutti coloro che militarono su questa nave, incluso Francesco Giuseppe, ebbero il diritto di apporre alla fine del loro cognome anche il nome della nave. Per questo motivo quando con la caduta dell'Impero tedesco vennero aboliti i titoli nobiliari, Francesco Giuseppe decise di adottare il cognome Hohenzollern-Emden.
Nel 1925 Francesco Giuseppe scrisse un libro di memorie sul suo servizio in marina dal titolo Emden: Meine Erlebnisse auf S.M Schiff Emden. Prima della fine della guerra riuscì anche a ottenere il grado di Contrammiraglio nelle forze navali rumene.

### L'adesione al nazismo
Nel 1933 Francesco Giuseppe decise di divenire un membro delle SS (n. 276 691). Il 1º aprile 1936 divenne membro anche del partito nazista vero e proprio con tessera numero 3765580. Come principe cattolico imparentato con casate importanti come gli Asburgo, i Borboni ed i regnanti di Sassonia, Francesco Giuseppe era utile al partito nazista per darsi lustro e rispettabilità e come tale venne sempre trattato con estremo riguardo.
Dal 1939 al 1944 Francesco Giuseppe comandò una batteria navale tedesca di stanza a Cuxhaven. Nel giugno del 1944 abbandonò il servizio attivo e nel novembre di quello stesso anno venne espulso dalle SS assieme ad altri aristocratici che avevano aderito al nazismo in quanto era ritenuto sospetto di collaborazionismo con gli alleati nella speranza di ripristinare la monarchia. In una lettera a Heinrich Himmler datata 3 gennaio 1945, Francesco Giuseppe si proclamò fedele agli ideali della causa nazista e chiese di essere riammesso nelle SS ma senza successo.
Dopo la guerra, Francesco Giuseppe visse con la famiglia a Villa Eugenia presso Hechingen. Morì il 3 aprile 1964 a Tubinga, nel Baden-Württemberg, venendo sepolto con la moglie nella Erlöserkirche di Sigmaringen.

## Matrimonio e figli
Il 25 maggio 1921, Francesco Giuseppe sposò la principessa Maria Alice di Sassonia, figlia del re Federico Augusto III e dell'arciduchessa Luisa d'Asburgo-Toscana. Ella era inoltre la sorella di Margherita di Sassonia, moglie di suo fratello gemello Federico Vittorio. La coppia ebbe i seguenti figli:
- Carlo Antonio Federico Guglielmo Luigi Maria Giorgio Manuele Rupprecht Enrico Benedetto Tassilo (28 gennaio 1922, Monaco di Baviera - 3 novembre 1993, Hechingen), sposò a Roma il 15 agosto 1951 Alexandra Afif (16 novembre 1919 - 26 giugno 1996)
- Mainardo Leopoldo Maria Federico Cristiano Ferdinando Alberto (17 gennaio 1925, Sigmaringen), sposò il 25 agosto 1971 civilmente e l'11 settembre 1971 con rito religioso a Francoforte la baronessa Edina von Kap-Herr (n. 23 agosto 1938)
- Maria Margherita Anna Vittoria Luisa Giuseppina Matilde Teresa del Bambin Gesù (n. 2 gennaio 1928, Sigmaringen - 4 agosto 2006, Hechingen), sposò con rito civile a Hechingen il 18 dicembre 1965 e con rito religioso al Castello di Hohenzollern il 18 dicembre 1965 il duca Carlo Gregorio di Meclemburgo, figlio secondogenito del duca Giorgio di Meclemburgo-Strelitz[4][5]
- Emanuele Giuseppe Maria Guglielmo Ferdinando Burcardo (23 febbraio 1929, Monaco di Baviera - 8 febbraio 1999, Hechingen), sposò al Castello di Hohenzollern il 25 maggio 1968 la principessa Caterina Feodora Adelaide Sabina Sofia Felicita Siglinde di Sassonia-Weimar-Eisenach, nipote del granduca Guglielmo Ernesto di Sassonia-Weimar-Eisenach, dalla quale divorziò nel 1985[4][5]

## Albero genealogico
|                                                          |                                 |                                        | Genitori                              |  |  | Nonni |  |  | Bisnonni                                  |  |  | Trisnonni                         |  |
|                                                          |                                 |                                        |                                       |  |  |       |  |  | Carlo Antonio di Hohenzollern-Sigmaringen |  |  | Carlo di Hohenzollern-Sigmaringen |  |
|                                                          |                                 |                                        |                                       |  |  |       |  |  | Carlo Antonio di Hohenzollern-Sigmaringen |  |  | Carlo di Hohenzollern-Sigmaringen |  |
|                                                          |                                 | Maria Antonietta Murat                 |                                       |  |  |       |  |  | Carlo Antonio di Hohenzollern-Sigmaringen |  |  |                                   |  |
| Leopoldo di Hohenzollern-Sigmaringen                     |                                 |                                        |                                       |  |  |       |  |  | Carlo Antonio di Hohenzollern-Sigmaringen |  |  |                                   |  |
|                                                          |                                 | Giuseppina di Baden                    | Carlo II di Baden                     |  |  |       |  |  |                                           |  |  |                                   |  |
|                                                          |                                 | Giuseppina di Baden                    | Carlo II di Baden                     |  |  |       |  |  |                                           |  |  |                                   |  |
|                                                          |                                 | Giuseppina di Baden                    | Stefania di Beauharnais               |  |  |       |  |  |                                           |  |  |                                   |  |
| Guglielmo, Principe di Hohenzollern-Sigmaringen          |                                 | Giuseppina di Baden                    |                                       |  |  |       |  |  |                                           |  |  |                                   |  |
|                                                          |                                 | Ferdinando II del Portogallo           | Ferdinando di Sassonia-Coburgo-Kohary |  |  |       |  |  |                                           |  |  |                                   |  |
|                                                          |                                 | Ferdinando II del Portogallo           | Ferdinando di Sassonia-Coburgo-Kohary |  |  |       |  |  |                                           |  |  |                                   |  |
|                                                          |                                 | Ferdinando II del Portogallo           | Maria Antonia di Koháry               |  |  |       |  |  |                                           |  |  |                                   |  |
| Antonia di Braganza                                      |                                 | Ferdinando II del Portogallo           |                                       |  |  |       |  |  |                                           |  |  |                                   |  |
|                                                          |                                 | Maria II del Portogallo                | Pietro IV del Portogallo              |  |  |       |  |  |                                           |  |  |                                   |  |
|                                                          |                                 | Maria II del Portogallo                | Pietro IV del Portogallo              |  |  |       |  |  |                                           |  |  |                                   |  |
|                                                          |                                 | Maria II del Portogallo                | Maria Leopoldina d'Asburgo-Lorena     |  |  |       |  |  |                                           |  |  |                                   |  |
| Francesco Giuseppe, Principe di Hohenzollern-Sigmaringen |                                 | Maria II del Portogallo                |                                       |  |  |       |  |  |                                           |  |  |                                   |  |
|                                                          | Ferdinando II delle Due Sicilie | Francesco I delle Due Sicilie          |                                       |  |  |       |  |  |                                           |  |  |                                   |  |
|                                                          | Ferdinando II delle Due Sicilie | Francesco I delle Due Sicilie          |                                       |  |  |       |  |  |                                           |  |  |                                   |  |
|                                                          | Ferdinando II delle Due Sicilie | Infanta Maria Isabella di Spagna       |                                       |  |  |       |  |  |                                           |  |  |                                   |  |
| Principe Luigi, Conte di Trani                           | Ferdinando II delle Due Sicilie |                                        |                                       |  |  |       |  |  |                                           |  |  |                                   |  |
|                                                          |                                 | Arciduchessa Maria Teresa d'Austria    | Arciduca Carlo, Duca di Teschen       |  |  |       |  |  |                                           |  |  |                                   |  |
|                                                          |                                 | Arciduchessa Maria Teresa d'Austria    | Arciduca Carlo, Duca di Teschen       |  |  |       |  |  |                                           |  |  |                                   |  |
|                                                          |                                 | Arciduchessa Maria Teresa d'Austria    | Enrichetta di Nassau-Weilburg         |  |  |       |  |  |                                           |  |  |                                   |  |
| Maria Teresa di Borbone-Due Sicilie                      |                                 | Arciduchessa Maria Teresa d'Austria    |                                       |  |  |       |  |  |                                           |  |  |                                   |  |
|                                                          |                                 | Massimiliano Giuseppe, Duca in Baviera | Duca Pio Augusto in Baviera           |  |  |       |  |  |                                           |  |  |                                   |  |
|                                                          |                                 | Massimiliano Giuseppe, Duca in Baviera | Duca Pio Augusto in Baviera           |  |  |       |  |  |                                           |  |  |                                   |  |
|                                                          |                                 | Massimiliano Giuseppe, Duca in Baviera | Principessa Amalia Luisa di Arenberg  |  |  |       |  |  |                                           |  |  |                                   |  |
| Duchessa Matilde Ludovica in Baviera                     |                                 | Massimiliano Giuseppe, Duca in Baviera |                                       |  |  |       |  |  |                                           |  |  |                                   |  |
|                                                          |                                 | Principessa Ludovica di Baviera        | Massimiliano I di Baviera             |  |  |       |  |  |                                           |  |  |                                   |  |
|                                                          |                                 | Principessa Ludovica di Baviera        | Massimiliano I di Baviera             |  |  |       |  |  |                                           |  |  |                                   |  |
|                                                          |                                 | Principessa Ludovica di Baviera        | Carolina di Baden                     |  |  |       |  |  |                                           |  |  |                                   |  |
|                                                          |                                 | Principessa Ludovica di Baviera        |                                       |  |  |       |  |  |                                           |  |  |                                   |  |